# Beurre rouge
Ne doit pas être confondu avec Sauce beurre rouge.
Le beurre rouge est un ingrédient alimentaire dont l'origine et la composition ont varié au cours des siècles.

## Historique
Se basant sur un mémoire de M. Vallot, Du lait considéré dans ses altérations physiologiques, lu à l'Académie des sciences de Dijon, dans sa séance du 20 août 1825, le Journal de médecine vétérinaire et comparée (t. III, 1826) fait état d'un beurre rouge, en expliquant : « Cette couleur est donnée au beurre par le jus de baies d'asperges ; mais on ne sait pas encore si les échantillons de beurre qui, sur nos marchés offrent quelquefois cette couleur, la doivent constamment à cette cause. »
Dès le début du XIXe siècle, les cuisiniers utilisent un beurre rouge fait à partir des queues et des carapaces de crustacés décapodes, généralement des écrevisses, homards, langoustes et crevettes. 
Il existe un autre beurre rouge réalisé à partir du roucou, aux Antilles, qui est classé parmi les colorants alimentaires (code européen E160b).